# Cappel, Niedersachsen
Cappel är en ortsteil i kommunen Wurster Nordseeküste i Landkreis Cuxhaven i förbundslandet Niedersachsen i Tyskland. Cappel var en kommun fram till 1 januari 2015 när den uppgick i Wurster Nordseeküste. Kommunen Cappel hade 705 invånare 2014.